# Лисец (община Тетово)
Вижте пояснителната страница за други значения на Лисец.
Лисец (на македонска литературна норма: Лисец; на албански: Liseci, Лисеци) е село в Северна Македония, в община Тетово.

## География
Селото е разположено в областта Долни Полог, в източните склонове на Шар.

## История
В края на XIX век Лисец е албанско село в Тетовска каза на Османската империя. Според статистиката на Васил Кънчов („Македония. Етнография и статистика“) от 1900 година Лисец е село, населявано от 330 жители арнаути мохамедани.
Според Афанасий Селишчев в 1929 година Лисец е село в Селечка община с център в Шипковица и има 100 къщи с 540 жители албанци.
Според преброяването от 2002 година селото има 692 жители албанци.

## Личности
Родени в Лисец
- Хиджет Рамадани (1924-1990), политик от Социалистическа Северна Македония